# Crematogaster grevei
Crematogaster grevei es una especie de hormiga acróbata del género Crematogaster, familia Formicidae. Fue descrita científicamente por Forel en 1891.
Se distribuye por el continente africano, en Madagascar (extremo sur y suroeste y en zonas subhúmedas del oeste). Se ha encontrado a elevaciones que van desde los 6 hasta los 990 metros de altura.
Habita principalmente en bosques secos tropicales y de bambú, bosques y matorrales espinosos, también en Uapaca. Asimismo frecuenta diversos microhábitats como troncos podridos, hojarasca, vegetación baja, ramas muertas sobre el suelo, debajo de la corteza de árboles y de las piedras. Suele anidar en ramas muertas, en piedras y ocasionalmente en tallos de plantas vivas.

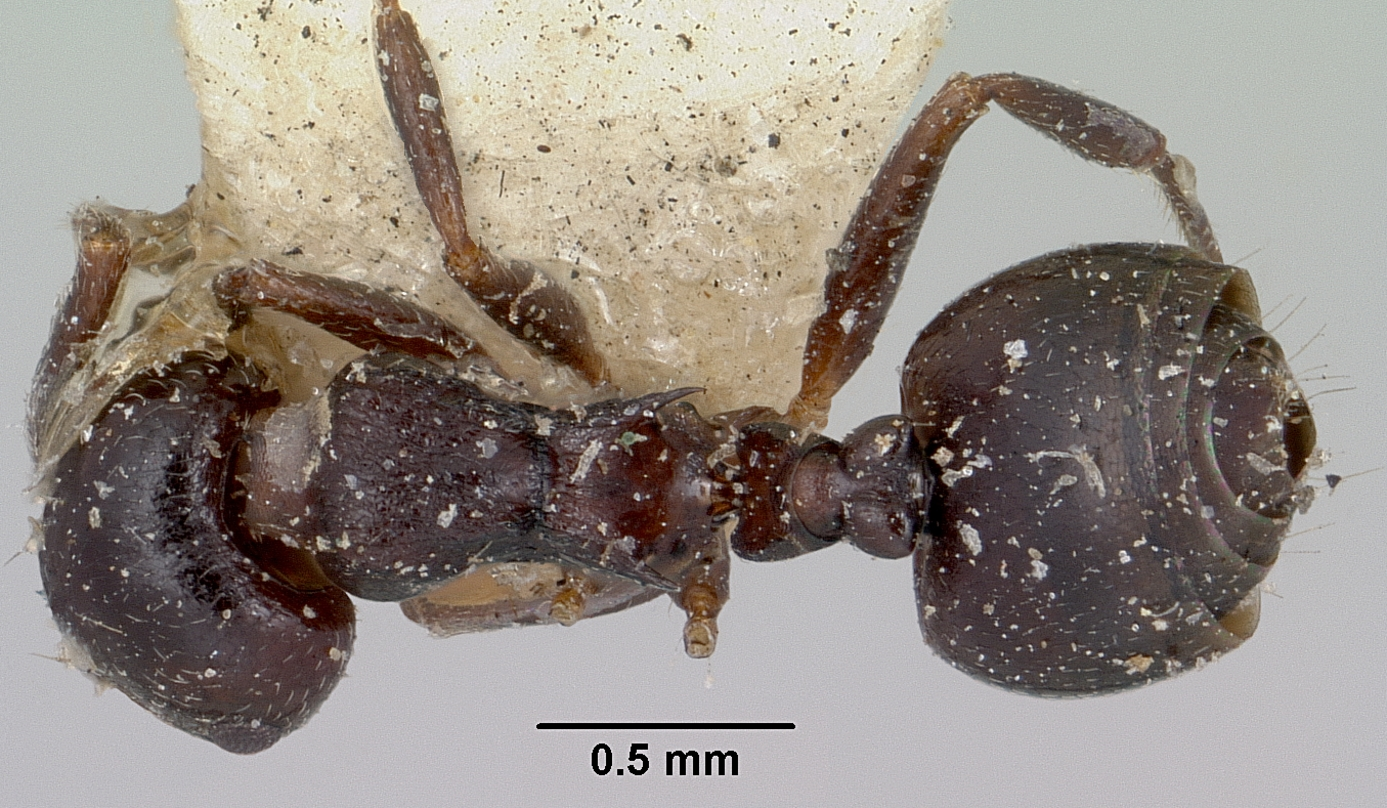
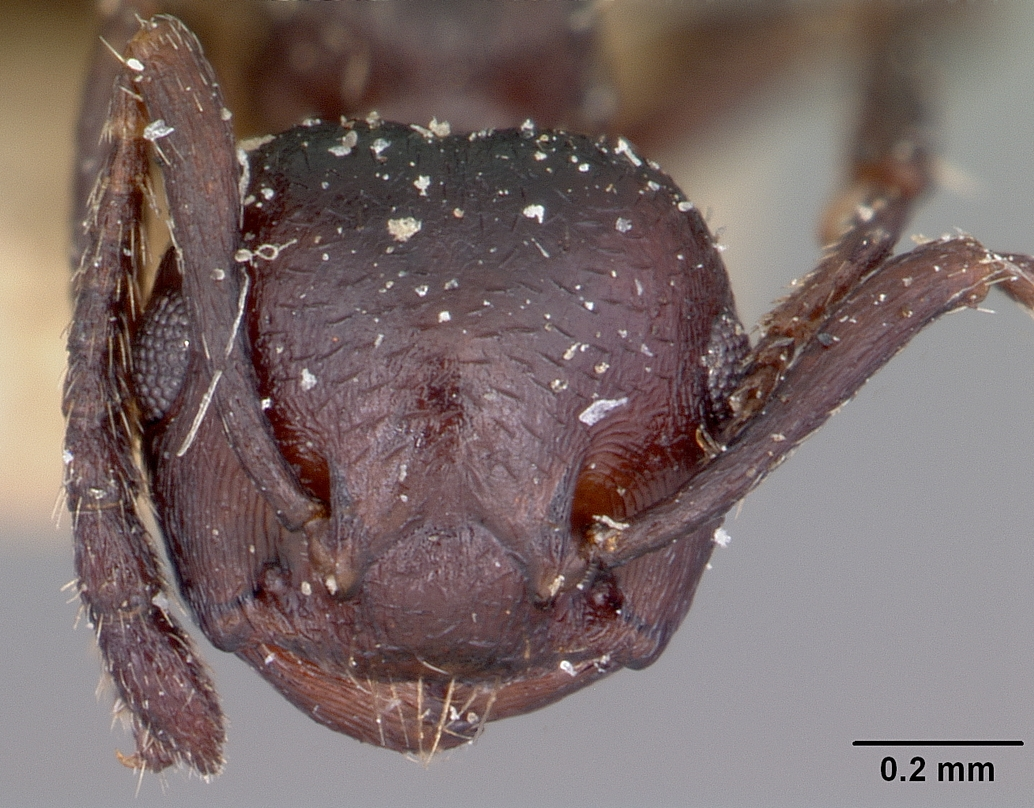
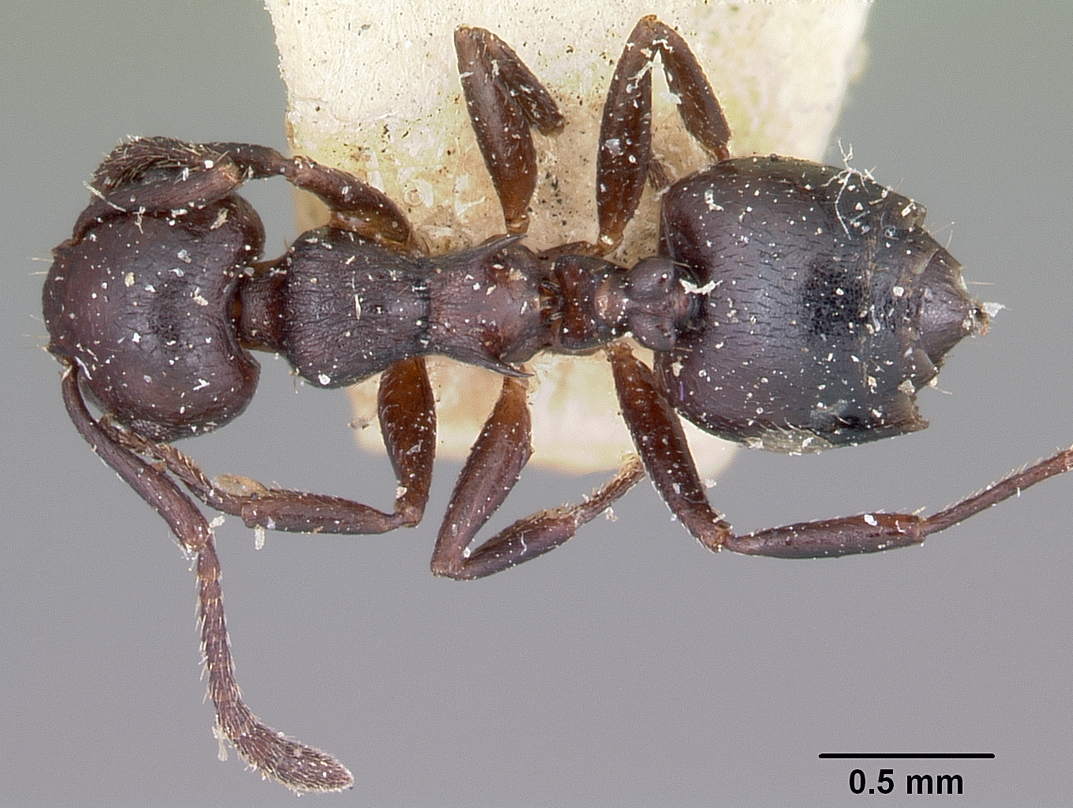